# Superstar (くるりの曲)
「Superstar」（スーパースター）は、日本のロックバンド、くるりの15枚目のシングル。
2005年8月24日発売。発売元はSPEEDSTAR RECORDS。
くるりの6thアルバム『NIKKI』に収録されている。

## 概要
3か月連続シングルリリースの第一弾となったシングル。アメリカ合衆国のマサチューセッツ州にあるスタジオで録音された。
かなりのオーバーダビングを重ねた曲であり、ライブで演奏されるものはライブ用にアレンジされたものである。
ハモンドオルガンは堀江博久、ドラムはクリフ・アーモンドが担当している。
ボーカルの岸田繁曰く「夏が終わる寂しさを表した曲。Superstarが誰なのか自分でもわからない」と語っている。

## プロモーション・ビデオ
草原に岸田と女性（黛英里佳）の2人が寝転び、後ろで緑色をした人型の生き物（通称：グラスマン）がギターなどを演奏しているというもの。グラスマンはくるりのメンバー3人が着ぐるみをかぶって演じている。

## 収録曲
作詞・作曲は岸田繁。
1. Superstar
2. 帰り道
3. 真昼の人魚
ドラムスはみやこ音楽祭を主催している川本真太郎。